# Џексон (Мичиген)
Џексон (Мичиген) (енгл. Jackson) град је у америчкој савезној држави Мичиген. По попису становништва из 2010. у њему је живело 33.534 становника.

## Демографија
Према попису становништва из 2010. у граду је живело 33.534 становника, што је 2.782 (7,7%) становника мање него 2000. године.
| Група             | 2000.          | 2010.          |
| Белци             | 26.204 (72,2%) | 23.062 (68,8%) |
| Афроамериканци    | 7.154 (19,7%)  | 6.857 (20,4%)  |
| Азијати           | 186 (0,5%)     | 240 (0,7%)     |
| Хиспаноамериканци | 1.469 (4,0%)   | 1.769 (5,3%)   |
| Укупно            | 36.316         | 33.534         |